# Csaba Őry
Csaba Őry este un om politic maghiar, membru al Parlamentului European în perioada 2004-2009 din partea Ungariei.
1. ↑  Deputații în Parlamentul European
2. 1 2  Parliamentary Information System[*] Verificați valoarea |titlelink= (ajutor);